# Paříž–Roubaix 2017
115. ročník jednodenního cyklistického závodu Paříž–Roubaix se konal 9. dubna 2017 ve Francii. Závod dlouhý 257 km vyhrál Belgičan Greg Van Avermaet z týmu BMC Racing Team, jenž v cíli v Roubaix přesprintoval druhého Zdeňka Štybara (Quick-Step Floors) a Sebastiana Langevelda (Cannondale–Drapac). Nejlepším českým účastníkem byl Zdeněk Štybar na 2. místě, jenž měl stejný čas jako vítěz Greg Van Avermaet. Průměrná rychlost v závodu byla rekordních 45,2 km/h. 

## Týmy
Závodu se zúčastnilo celkem 25 týmů. Všech 18 UCI WorldTeamů bylo pozváno automaticky a muselo se zúčastnit závodu. Společně se sedmi UCI Professional Continental týmy tak utvořili startovní peloton složený z 25 týmů. Každý tým přijel s osmi jezdci kromě týmu Bahrain–Merida, který přijel se sedmi jezdci. Celkem se na start postavilo 199 jezdců.

### UCI WorldTeamy
- AG2R La Mondiale
- Astana
- Bahrain–Merida
- BMC Racing Team
- Bora–Hansgrohe
- Cannondale–Drapac
- FDJ
- LottoNL–Jumbo
- Lotto–Soudal
- Movistar Team
- Orica–Scott
- Quick-Step Floors
- Team Dimension Data
- Team Katusha–Alpecin
- Team Sky
- Team Sunweb
- Trek–Segafredo
- UAE Team Emirates

### UCI Professional Continental týmy
- Cofidis
- Delko–Marseille Provence KTM
- Direct Énergie
- Fortuneo–Vital Concept
- Roompot–Nederlandse Loterij
- Sport Vlaanderen–Baloise
- Wanty–Groupe Gobert

## Výsledky
| Pořadí | Jezdec                    | Tým               | Čas        |
| ------ | ------------------------- | ----------------- | ---------- |
| 1      | Greg Van Avermaet (BEL)   | BMC Racing Team   | 5h 41' 07" |
| 2      | Zdeněk Štybar (CZE)       | Quick-Step Floors | + 0"       |
| 3      | Sebastian Langeveld (NED) | Cannondale–Drapac | + 0"       |
| 4      | Jasper Stuyven (BEL)      | Trek–Segafredo    | + 0"       |
| 5      | Gianni Moscon (ITA)       | Team Sky          | + 0"       |
| 6      | Arnaud Démare (FRA)       | FDJ               | + 12"      |
| 7      | André Greipel (GER)       | Lotto–Soudal      | + 12"      |
| 8      | Edward Theuns (BEL)       | Trek–Segafredo    | + 12"      |
| 9      | Adrien Petit (FRA)        | Direct Énergie    | + 12"      |
| 10     | John Degenkolb (GER)      | Trek–Segafredo    | + 12"      |